# Stöckl (Gebäude)
Stöckl (auch Stöckel) ist eine besonders in Bayern und Österreich gebräuchliche Bezeichnung für ein kleineres Herrenhaus oder das Nebengebäude eines Schlosses oder Stiftes.
Beispiele:
- Stöckl Mainersberg
- Hoyos-Stöckl bei Schloss Kleßheim
- Das Stöckl, ehemals Schloss Poneggen
- Stöckl des Hofmannsthal-Schlössls in Wien
- Egerer Stöckl
- Turm-Stöckl, Lienz
- Colloredohaus, Imhof-Stöckl (Bad Gastein)
- Oberes Stöckl, Theresianum, Wien
- Kaiserstöckl des Schlosses Schönbrunn in Wien

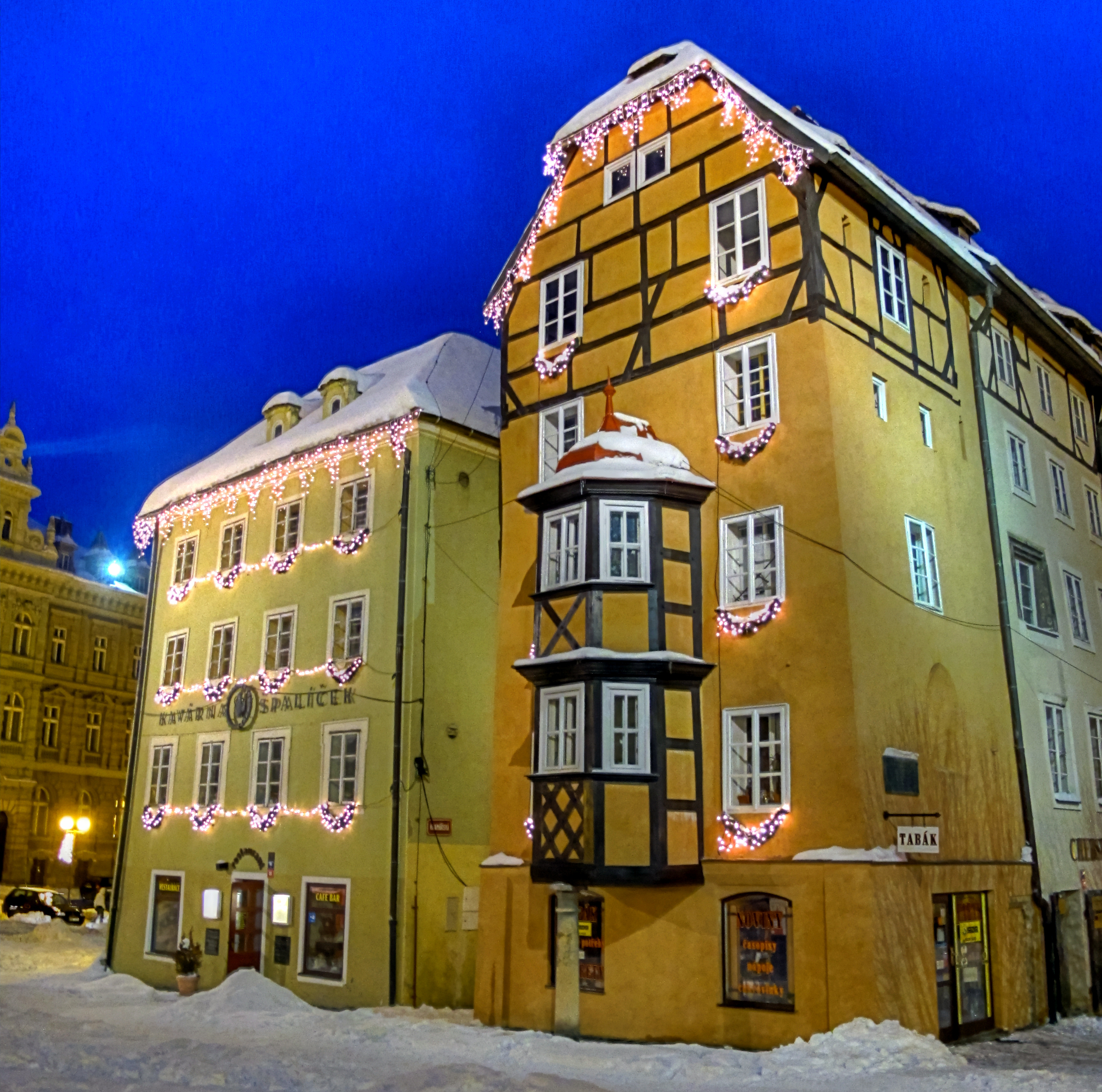
Egerer Stöckl
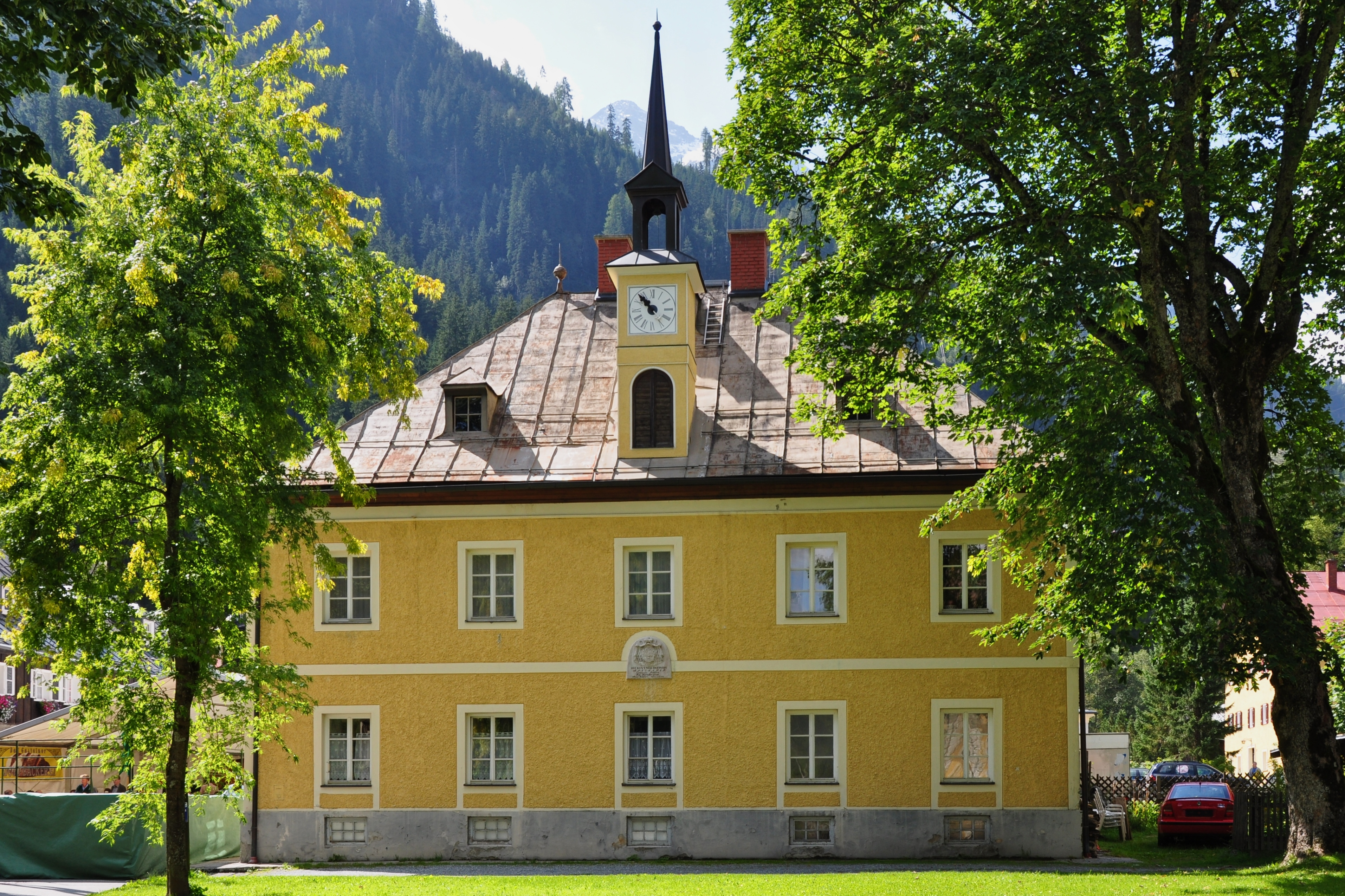
Colloredohaus, Imhof-Stöckl
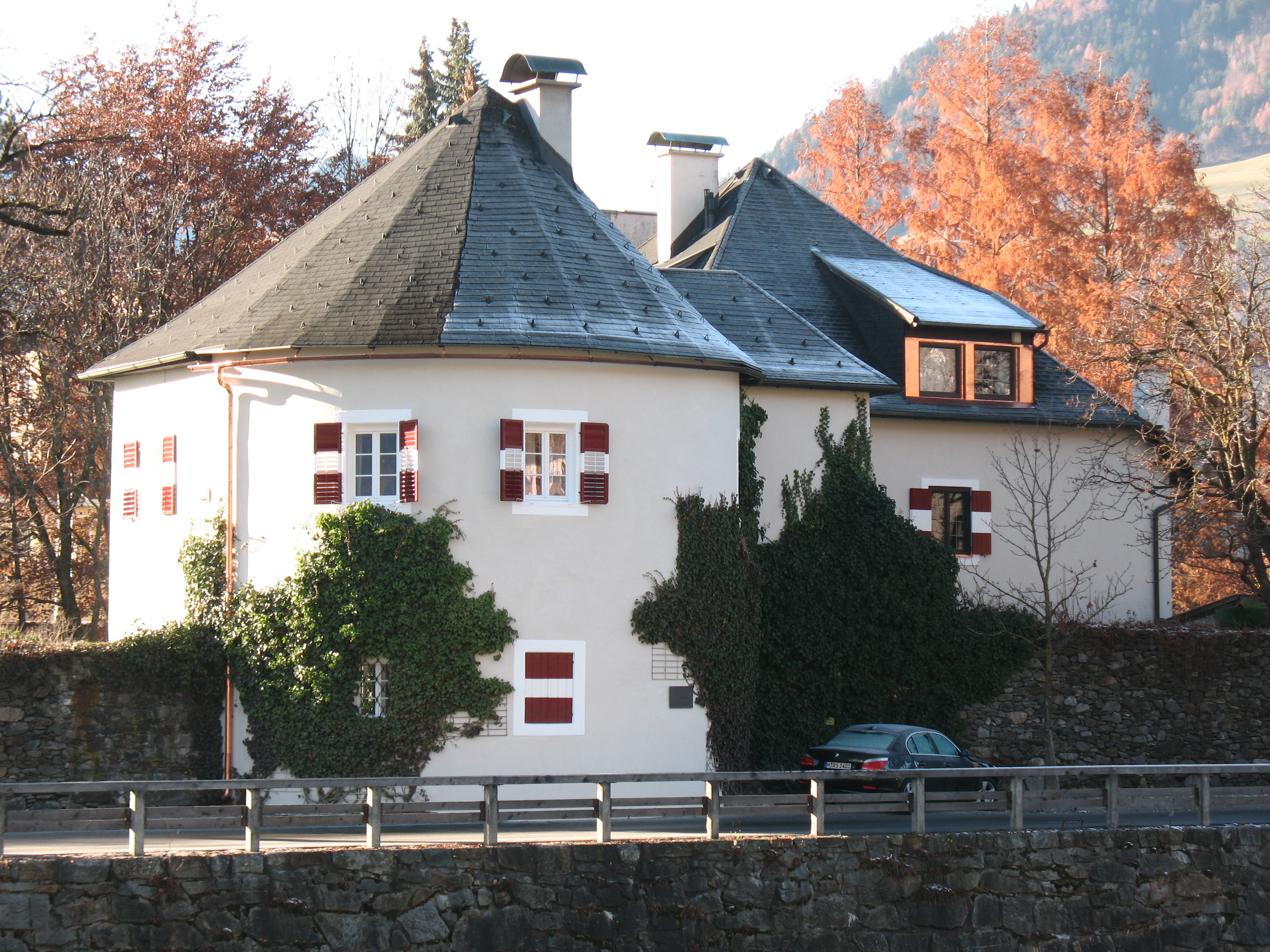
Lienz, Turm-Stöckl
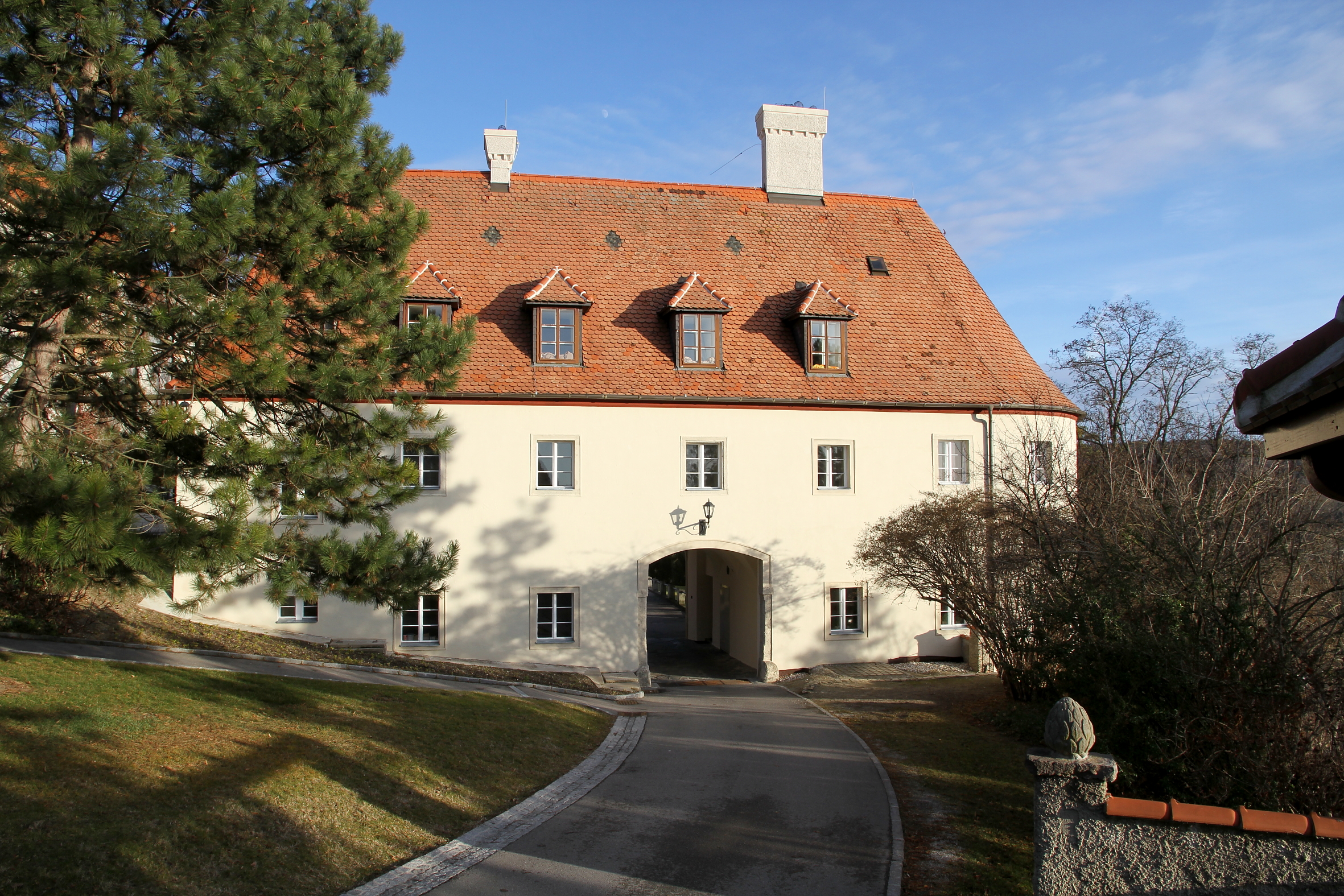
Schloss Sitzendorf, Torwärterhaus, Stöcklgebäude
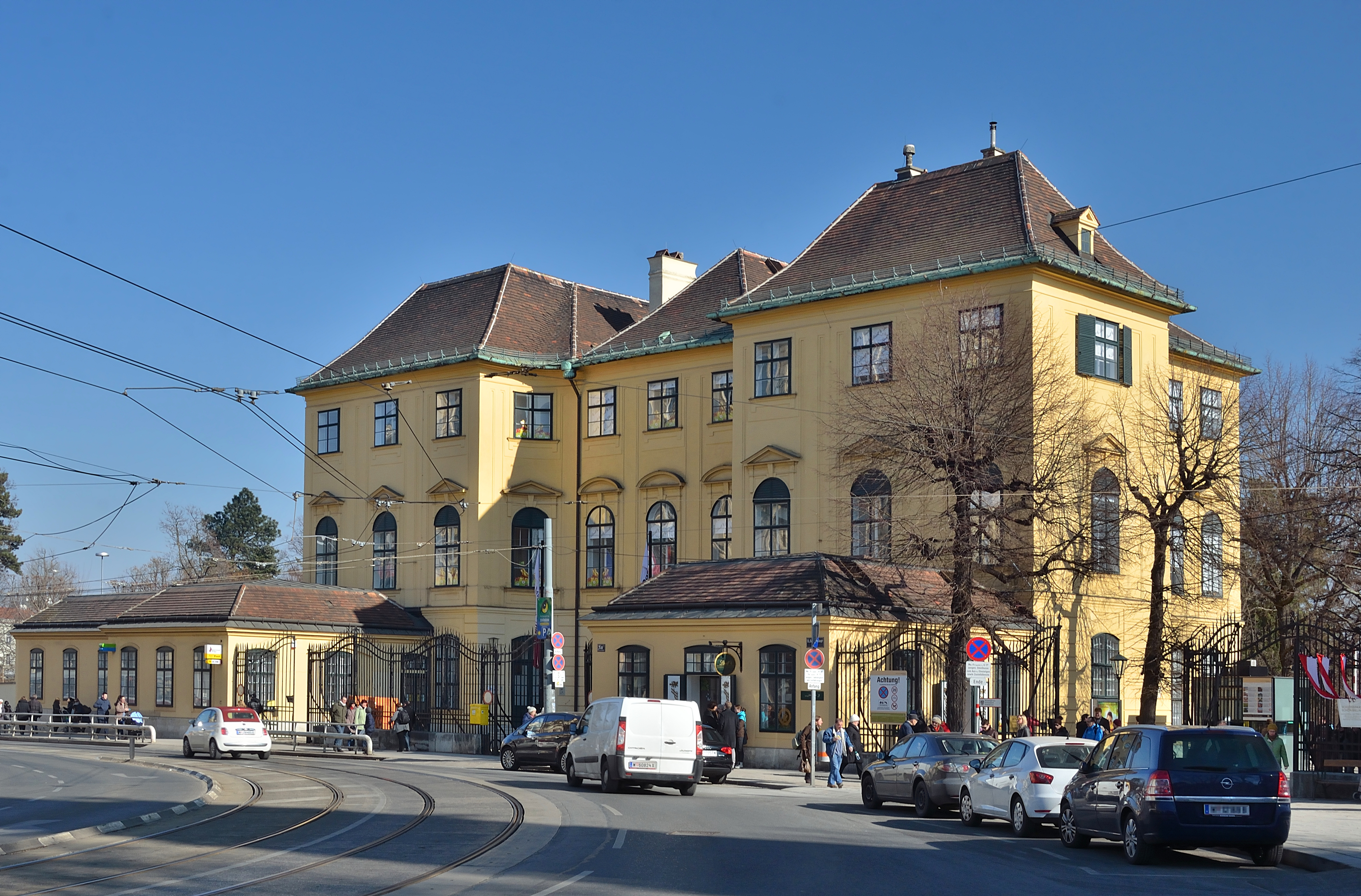
Kaiserstöckl Wien